# Cantatorium

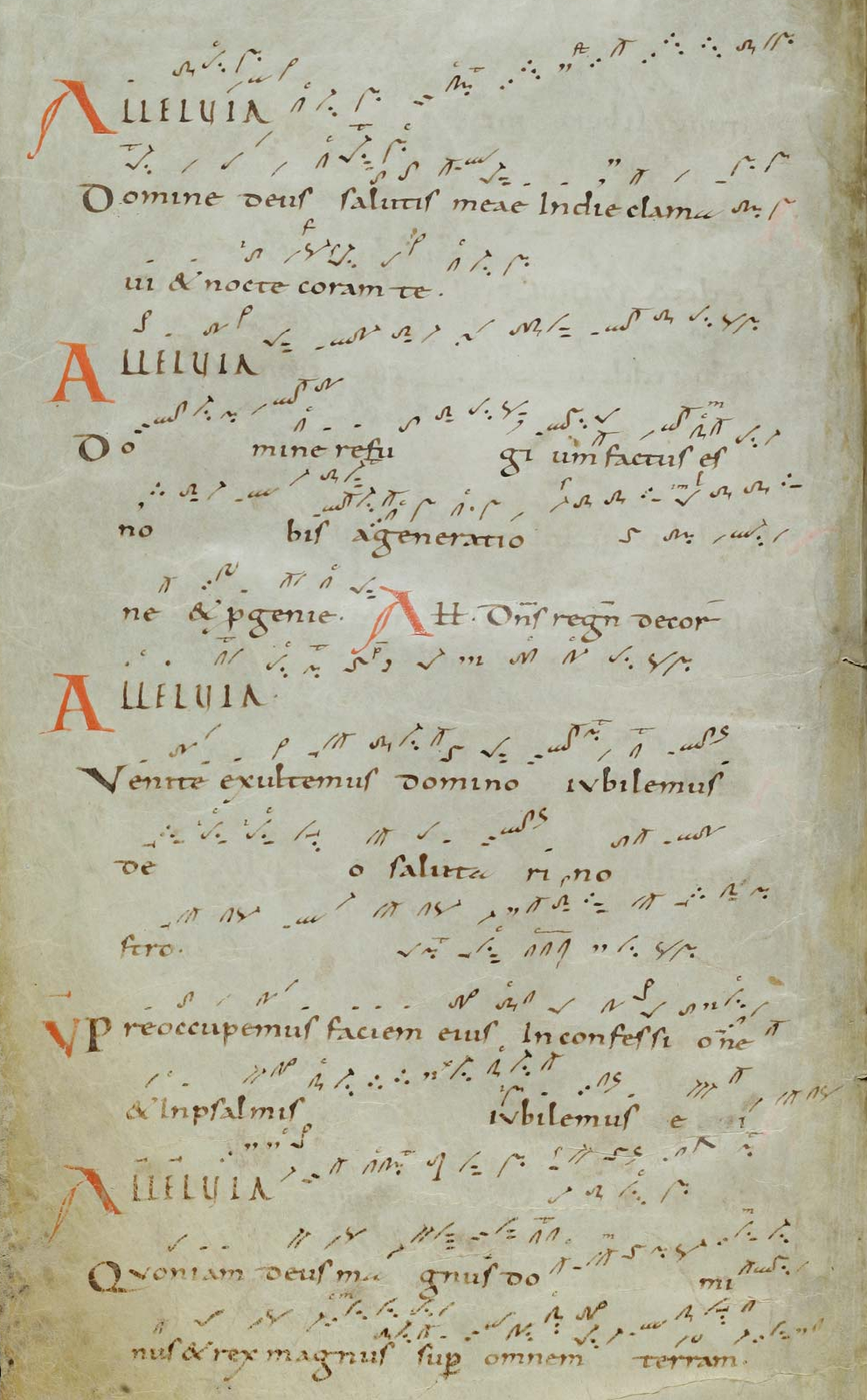
Cantatorium van Sankt Gallen, Cod. Sang. 359, Alleluia

Een Cantatorium (Latijn cantare "zingen") is een boek met solistische gezangen voor het gedeelte van de misviering tussen de lezing van het epistel en het eucharistisch gebed: graduale, tractus en alleluia.
Het boek ontstond in de zevende eeuw en was toen ook al meer een statussymbool voor de cantor dan een onmisbaar boek voor de liturgieviering zoals we kunnen lezen in een getuigenis van Amalarius van Metz (ca. 750 - ca. 850). Hij schreef dat de cantor na de lezing van het epistel zich naar het ambo begaf met het rijk versierde boek in zijn handen, zonder dat hij het noodzakelijkerwijze gebruikte bij de lezing.
Van diezelfde Amalarius weten we dat vanaf de achtste-negende eeuw het gebruik van zangboeken voor de liturgie werd afgestemd op de gebruiken in Rome[ in de achtste eeuw. Daar gebruikte men enerzijds een antiphonale voor de mis (ook Graduale Romanum genoemd) gecomplementeerd met een cantatorium voor de gezangen van de voormis. Bij de introductie van de Romeinse ritus in Gallië werd het antiphonale met de misgezangen het officiële boek ook hier gecomplementeerd door een cantatorium met de gezangen van het eerste deel van de mis. Maar de gezangen in het cantatorium werden spoedig opgenomen in het antiphonale en het cantatorium verdween. Omstreeks de veertiende eeuw werd het cantatorium niet meer gebruikt.
Het oudste bewaarde cantatorium is dat van Monza (Monza, Tesoro della basillica S. Giovanni, cod. CIX) dat gemaakt werd in Noord-Italië omstreeks 800. Een ander beroemd exemplaar is het Cantatorium van Sankt-Gallen, gemaakt tussen 922 en 925 in de abdij van Sankt Gallen. Het is het eerste manuscript met de muzieknotatie bij middel van neumen.